# Mistrzowie golfa
Mistrzowie golfa (ang. Golf Punks, 1998) – amerykańska komedia.
Były gracz w golfa postanawia zostać trenerem grupki dzieciaków, którzy chcą zostać mistrzami golfa.
Film jest emitowany w Polsce za pośrednictwem telewizji Jetix/Disney XD. Premiera filmu odbyła się 11 grudnia 2005 roku o godz. 16:25 w Kinie Jetix. Wcześniej film można było oglądać na Jetix Play.

## Obsada
- Dave 'Squatch' Ward – Tiny
- Elizabeth Carol Savenkoff – Nancy
- Jonathon Palis – Jake
- Tarik Batal – Raghad ’Raghead’ Sagwanna
- Tom Arnold – Al Oliver
- Lachlan Murdoch – Bernie
- Tara Lea – Pani Williamson
- Jano Frandsen – Trip Davis
- Katrina Pratt – Mai ’My My’ Yoong
- Neil Denis – Patrick ’Thork’ Thorkelson
- James Kirk – Peter Wiley
- William MacDonald – Phelps
- Brendan Beiser – Reporter
- French Tickner – Burt
- Greg Thirloway – Bo
- Rene Tardif – Allister McGrath
- Robert Thurston – Nelson
- Randi Lynne – Klientka
- Lee Taylor – Harry
- Cory Fry – Cameron
- Katelyn Wallace – Christina Martine
- Marcus Hondro – Dave McMillan
- Jerry Wasserman – Joe
- Rhys Huber – Billy Wilson
- Alf Humphreys – Jack

## Wersja polska
Opracowanie i udźwiękowienie wersji polskiej: na zlecenie Jetix – Eurocom Studio

Reżyseria: Wojciech Szymański

Dialogi: Anna Niedźwiecka

Dźwięk i montaż: Krzysztof Podolski

Kierownictwo produkcji: Marzena Omen-Wiśniewska

Udział wzięli:
- Paweł Szczesny – Al Oliver
- Kajetan Lewandowski – Peter Wiley
- Beata Łuczak – Matka Petera
- Krzysztof Banaszyk – Jack – Ojciec Petera
- Łukasz Margas – Patrick ’Thork’ Thorkelson
- Grzegorz Drojewski – Allister McGrath
- Marek Obertyn – Tyci
- Tomasz Jarosz – Joe
- Miriam Aleksandrowicz – pani Williamson
- Tomasz Kozłowicz –
  - komentator radiowy,
  - właściciel klubu golfowego Golden Ridge
- Janusz Wituch – Dave
- Jacek Czyż – Harry
- Wojciech Szymański – Trip Davis
- Andrzej Gawroński – Burt
- Aleksander Czyż – Cameron
- Julia Jędrzejewska
- Michał Szymański
- Franek Rudziński
- Ryszard Olesiński
- Dorota Kawęcka